# Adolf Meckel von Hemsbach

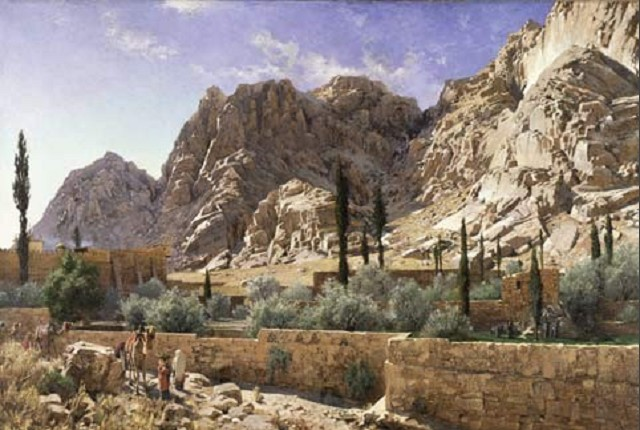
Adolf Meckel von Hemsbach: Das Sinai-Katharinenkloster

Adolf Meckel von Hemsbach (* 17. Februar 1856 in Berlin; † 24. Mai 1893 ebenda) war ein deutscher Landschafts- und Genremaler.

## Biografie
Der insbesondere als Orientmaler bekannt gewordene Adolf Meckel von Hemsbach wurde geboren als Sohn des Professors der pathologischen Anatomie Johann Heinrich Meckel von Hemsbach (1821–1856) und seiner Frau Theophile (1824–1902), die aus dem kurländischen Adelsgeschlecht v. Denffer stammte. Er war damit auch ein Nachkomme des Anatomen Johann Friedrich Meckel (der Ältere; 1724–1774), Begründer einer wahren Dynastie von deutschen Anatomen sowie der Meckelschen Sammlung.
Nach dem frühen Tod des Vaters schon im Jahr seiner Geburt verbrachte Meckel von Hemsbach die Kindheit bei den mütterlichen Großeltern in Sankt Petersburg. Das Gymnasium besuchte er dann in Stuttgart, wo er auch ersten Zeichenunterricht hatte. Malerei studierte er an der Karlsruher Akademie der bildenden Künste bei Hans Fredrik Gude. Im Zeitraum 1880 bis 1881 besuchte er mit Eugen Bracht und Carl Cowen Schirm arabische Länder: Ägypten, Palästina, die Küste des Toten Meeres, danach Jordanien. Weitere Reisen führten ihn zu den Ländern des nordafrikanischen Maghreb. Unter anderen besuchte er das Katharinenkloster am Fuße des Berges Sinai. Außer den tropischen Landschaften schuf er zahlreiche orientale Genreszenen. Nach seiner letzten Heimkehr war er zunächst in Karlsruhe ansässig, wechselte dann 1892 in seine Vaterstadt zurück.
Meckel war mit seinen Werken regelmäßig vertreten auf den Ausstellungen der Königlichen Akademie der Künste zu Berlin, den Großen Berliner Kunstausstellungen sowie im Münchener Glaspalast, aber auch in Dresden, Stuttgart und Wien. Eine Aufstellung mit über 100 Werken Meckels ist bei F. von Boetticher zu finden.
Meckel beschickte die Große Berliner Kunstausstellung 1893 mit vier Gemälden. „Die Zurückweisung eines angemeldeten fünften Bildes, welche der Künstler als eine tiefe Kränkung empfand, soll seinen frühen Tod veranlasst haben.“ In der Familie allerdings heißt es, tiefer persönlicher Herzenskummer sei ebenfalls im Spiel gewesen. Er nahm sich 1893 das Leben.